# Maaike Polspoel
Maaike Polspoel, née le 28 mars 1989 à Vilvorde, est une coureuse cycliste belge.

## Biographie
Elle est militaire de profession dans le cadre du programme de gestion des sportifs de haut niveau flamand Topsport. 
En juin 2015, elle apprend qu'elle souffre d'une inflammation du pancréas qui requiert l'usage prolongé de cortisone pour son traitement. Son équipe, Liv-Plantur, faisant partie du Mouvement pour un cyclisme crédible (MPCC), elle doit trouver une nouvelle équipe. Elle s'engage peu après avec Lensworld-Zannata,.

## Palmarès sur route
- 2010
  - 3e du Tour de Bochum
- 2011
  - 4e étape du Boels Rental Ladies Tour
  - 8e du Grand Prix de la Ville de Valladolid (Cdm)
- 2012
  - 3e de Knokke-Heist-Bredene
- 2013
  - Erondegemse Pijl
  - 2e du championnat de Belgique sur route
  - 2e du championnat de Belgique du contre-la-montre
  - 2e du  Gooik-Geraardsbergen-Gooik
  - 2e du Tour de Bochum
- 2014
  - Trofee Maarten Wynants
  - 3e du championnat de Belgique du contre-la-montre

### Classements mondiaux
| Année                                 | 2010 | 2011 | 2012 | 2013 | 2014 | 2015 |
| ------------------------------------- | ---- | ---- | ---- | ---- | ---- | ---- |
| Classement UCI                        | 94e  | 116e | 115e | 32e  | 60e  | 365e |
|                                       |      |      |      |      |      |      |
| Légende : nc = non classéSource : UCI |      |      |      |      |      |      |

## Palmarès sur piste

### Championnats nationaux
- 2011
  -  Championne de Belgique de poursuite par équipes (avec Kelly Druyts et Els Belmans)

## Palmarès en VTT

### Championnats nationaux
- 2008
  - 2e du championnat de Belgique de Cross-Country